# موريس بامفورد
موريس بامفورد (بالإنجليزية: Maurice Bamford)‏ هو لاعب دوري الرغبي بريطاني، ولد سنة 1935 وتوفي يوم 22 مايو 2019.